# Kong Linghui
Kong Linghui (xinès tradicional: 孔令輝, xinès simplificat: 孔令辉, pinyin: Kǒng Lìnghuī; Harbin, República Popular de la Xina 1975) és un jugador de tennis de taula xinès, ja retirat, guanyador de tres medalles olímpiques.

## Biografia
Va néixer el 18 d'octubre de 1975 a la ciutat de Harbin, població situada a la província de Heilongjiang.

## Carrera esportiva
Va participar, als 20 anys, en els Jocs Olímpics d'Estiu de 1996 realitzats a Atlanta (Estats Units), on aconseguí guanyar la medalla d'or en la prova de dobles masculins al costat de Liu Guoliang. En aquestes mateixos Jocs finalitzà novè en la prova individual. En els Jocs Olímpics d'Estiu del 2000 realitzats a Sydney (Austràlia) va aconseguir guanyar la medalla d'or en la prova individual masculina i va aconseguir guanyar la medalla de plata en la prova de dobles masculins fent novament parella amb Liu Guoliang. Va participar en els Jocs Olímpics d'Estiu de 2004 realitzats a Atenes (Grècia) en la prova de dobles masculins, si bé al costat de Wang Hao perdé en tercera ronda.
Al llarg de la seva carrera s'ha proclamat quatre vegades Campió del Món de tennis de taula, una vegada en individuals (1995) i tres vegades en dobles masculins (1997 i 1999 fent parella amb Liu Guoliang i el 2005 fent parella amb Wang Hao).